# Pujali
Pujali è una suddivisione dell'India, classificata come municipality, di 33.863 abitanti, situata nel distretto dei 24 Pargana Sud, nello stato federato del Bengala Occidentale. In base al numero di abitanti la città rientra nella classe III (da 20.000 a 49.999 persone).

## Geografia fisica
La città è situata a 22° 28' 04 N e 88° 08' 43 E e ha un'altitudine di 9 m s.l.m..

## Società

### Evoluzione demografica
Al censimento del 2001 la popolazione di Pujali assommava a 33.863 persone, delle quali 17.636 maschi e 16.227 femmine. I bambini di età inferiore o uguale ai sei anni assommavano a 4.305, dei quali 2.187 maschi e 2.118 femmine. Infine, coloro che erano in grado di saper almeno leggere e scrivere erano 20.795, dei quali 11.919 maschi e 8.876 femmine.